# Hyetussa simoni
Hyetussa simoni là một loài nhện trong họ Salticidae.
Loài này thuộc chi Hyetussa. Hyetussa simoni được María Elena Galiano miêu tả năm 1976.